# 南日吉海山
南日吉海山（みなみひよしかいざん）または日吉沖ノ場（ひよしおきのば）とは、北緯23度30分0.0秒 東経141度56分1.0秒 / 北緯23.500000度 東経141.933611度座標: 北緯23度30分0.0秒 東経141度56分1.0秒 / 北緯23.500000度 東経141.933611度に位置する海底火山である。
南硫黄島の南南東約90km、東京から南方に1,330kmの地点に位置している。山体はほぼ円錐状で、頂部に北西から南東方向に並ぶ2つの火口を持つ成層火山である。

## 年表
- 1975年（昭和50年）8月25日：漁船「第八光賞丸」が海底噴火を目撃する。更に直径25mの渦も目撃される。
- 1976年（昭和51年）2月：海底噴火が目撃される。
- 1976年（昭和51年）12月：硫黄の湧出が確認される。
- 1977年（昭和52年）1月9日：グアム島に向かう途中の日航機が南日吉海山近海（北緯23度54分6.0秒 東経142度18分0.7秒 / 北緯23.901667度 東経142.300194度）で変色水を目撃する。
- 1977年（昭和52年）1月10日：海上保安庁の観測機が北緯23度30分4.0秒 東経141度54分3.0秒 / 北緯23.501111度 東経141.900833度で変色水を確認する。
- 1977年（昭和52年）6月：正式に南日吉海山と命名される。
- 1990年（平成2年）5月：海上保安庁の測量船「昭洋」による調査が行われる。最浅水深97mと判明。
- 1992年（平成4年）2月12日：海上自衛隊の哨戒機が変色水を目撃する。
- 1996年（平成8年）1月11日：海上自衛隊の哨戒機が変色水を目撃する。
- 1996年（平成8年）1月12日：海上保安庁の観測機が変色水を目撃する。